# Campeonato Nacional da II Divisão de Voleibol Feminino
O 2ª Divisão Feminina é a segunda competição de clubes de voleibol feminino de Portugal. O Campeonato é organizado pela Federação Portuguesa de Voleibol (FPV) 

## Campeonato Nacional da II Divisão feminina
| Época     | Final                    |
| Época     | Campeão                  |
| --------- | ------------------------ |
| 2018–19   | Sporting CP              |
| 2017–18   | AA José Moreira          |
| 2016–17   | GC Vilacondense          |
| 2015–16   | Clube Kairós             |
| 2014–15   | AE Pedro Eanes Lobato    |
| 2013–14   | CV Lisboa                |
| 2012–13   | Atlético VC              |
| 2011–12   | Lusófona VC              |
| 2010–11   | Atlético VC              |
| 2009–10   | Castêlo Maia GC          |
| 2008–09   | Lusófona VC              |
| 2007–08   | SC Srª Hora              |
| 2006–07   | Vitória SC               |
| 2005–06   | Ala Nun'Alvares Gondomar |
| 2004–05   | Clube Kairós             |
| 2003–04   | GC Stº Tirso             |
| 2002–03   | SC Espinho               |
| 2001–02   | Famalicense AC           |
| 2000–01   | CCD Coelima              |
| 1999–00   | Leixões SC               |
| 1998–99   | Académico V.             |
| 1997–98   | CSD Câmara Lobos         |
| 1996–97   | Esc. Filipa Lencastre    |
| 1995–96   | AEIS Técnico             |
| 1994–95   | CCD Coelima              |
| 1993–94   | SL Benfica               |
| 1992–93   | AEIS Técnico             |
| 1991–92   | GC Vilacondense          |
| 1990–91   | VCS Miguel               |
| 1989–90   | CCR Fermentões           |
| 1988–89   | Associação Grundig       |
| 1987–88** | SL Benfica               |
| 1987–88*  | Associação Grundig       |
| 1986–87** | Sport Club Vianense      |
| 1986–87*  | Esmoriz GC               |
| 1985–86   | Col. S. João de Brito    |
| 1984–85   | ISEF Lisboa              |
| 1983–84** | Boavista FC              |
| 1983–84*  | Associação Grundig       |
| 1982–83   | Estrela Vigorosa S.      |
| 1981–82   | SL Benfica               |
| 1980–81   | Vitória SC               |
| 1979–80   | Estrela Vigorosa S.      |
| 1978–79   | SC Espinho               |
| 1977–78   | LRD Amélia               |
| 1976–77   | Estrela Vigorosa S.      |
| 1975–76   | A. Basket C.             |
| 1974–75   | SC Vila Real             |
| 1973–74   | C. Fluvial Portuense     |

Nesta época a I Divisão foi considerada como Divisão de Honra (*)
Nesta época a I Divisão foi designada de A1 e A2 (**)